# Gabriel Alanís
Gabriel Alanís (Córdoba, 16 marzo 1994) è un calciatore argentino, centrocampista dell'Huracán.

## Caratteristiche tecniche
È un centrocampista centrale.

## Carriera
Il 16 gennaio 2025 viene acquistato dall'Huracán.

## Statistiche

### Presenze e reti nei club
Statistiche aggiornate al 19 maggio 2025.
| Stagione                  | Squadra                   | Campionato                | Campionato | Campionato | Coppe nazionali | Coppe nazionali | Coppe nazionali | Coppe continentali | Coppe continentali | Coppe continentali | Altre coppe | Altre coppe | Altre coppe | Totale | Totale |
| Stagione                  | Squadra                   | Comp                      | Pres       | Reti       | Comp            | Pres            | Reti            | Comp               | Pres               | Reti               | Comp        | Pres        | Reti        | Pres   | Reti   |
| ------------------------- | ------------------------- | ------------------------- | ---------- | ---------- | --------------- | --------------- | --------------- | ------------------ | ------------------ | ------------------ | ----------- | ----------- | ----------- | ------ | ------ |
| 2014                      | Belgrano                  | PD                        | 3          | 0          | -               | -               | -               | -                  | -                  | -                  | -           | -           | -           | 3      | 0      |
| 2015                      | Belgrano                  | PD                        | 6          | 0          | CA              | 1               | 0               | -                  | -                  | -                  | -           | -           | -           | 7      | 0      |
| 2016                      | Belgrano                  | PD                        | 6          | 0          | CA              | 3               | 0               | CS                 | 2                  | 0                  | -           | -           | -           | 11     | 0      |
| 2016-2017                 | Belgrano                  | PD                        | 10         | 0          | CA              | 0               | 0               | -                  | -                  | -                  | -           | -           | -           | 10     | 0      |
| 2017-gen. 2018            | Belgrano                  | PD                        | 0          | 0          | CA              | 0               | 0               | -                  | -                  | -                  | -           | -           | -           | 0      | 0      |
| gen.-giu. 2018            | Arsenal Sarandí           | PD                        | 14         | 1          | CA              | 0               | 0               | -                  | -                  | -                  | -           | -           | -           | 14     | 1      |
| 2018-2019                 | Belgrano                  | PD                        | 11         | 0          | CA+CdS          | 0+1             | 0               | -                  | -                  | -                  | -           | -           | -           | 12     | 0      |
| Totale Belgrano           | Totale Belgrano           | Totale Belgrano           | 36         | 0          |                 | 5               | 0               |                    | 2                  | 0                  |             | -           | -           | 43     | 0      |
| 2019-2020                 | Godoy Cruz                | PD                        | 14         | 0          | CA+CA+CdS       | 2+1+1           | 0               | -                  | -                  | -                  | -           | -           | -           | 18     | 0      |
| 2021                      | Sarmiento (J)             | PD                        | 25         | 3          | CA+CdL          | 2+13            | 0+2             | -                  | -                  | -                  | -           | -           | -           | 40     | 5      |
| 2022                      | Defensa y Justicia        | PD                        | 24         | 4          | CA+CdL          | 2+11            | 0+1             | CS                 | 5                  | 0                  | -           | -           | -           | 42     | 5      |
| 2023                      | Defensa y Justicia        | PD                        | 20         | 1          | CA+CdL          | 2+2             | 0               | CS                 | 9                  | 0                  | -           | -           | -           | 33     | 1      |
| 2024                      | Defensa y Justicia        | PD                        | 18         | 2          | CA+CdL          | 0+12            | 0+1             | CS                 | 4                  | 0                  | -           | -           | -           | 34     | 3      |
| Totale Defensa y Justicia | Totale Defensa y Justicia | Totale Defensa y Justicia | 62         | 7          |                 | 29              | 2               |                    | 18                 | 0                  |             | -           | -           | 109    | 9      |
| 2025                      | Huracán                   | PD                        | 15         | 0          | CA              | 1               | 0               | CS                 | 3                  | 0                  | -           | -           | -           | 19     | 0      |
| Totale carriera           | Totale carriera           | Totale carriera           | 166        | 11         |                 | 54              | 4               |                    | 23                 | 0                  |             | -           | -           | 243    | 15     |